# Hwajeong-dong, Ulsan
Hwajeong-dong (koreanska: 화정동) är en stadsdel i staden Ulsan i den sydöstra delen av Sydkorea, 300 km sydost om huvudstaden Seoul. Den ligger i stadsdistriktet Dong-gu. 